# 布雷姆克河
51°28′34.39″N 8°10′38.5″E / 51.4762194°N 8.177361°E
布雷姆克河（德語：Bremecke），是德國的河流，位於該國西部，流經北萊茵-威斯特法倫州，屬於默訥河的左支流，河道全長2.4公里，流域面積2.3平方公里。